# Шипов, Илья Александрович
Илья Александрович Шипов (род. 7 октября 1993, Павловский Посад, Московская область) — российский хоккеист, нападающий. Мастер спорта России (2024).

## Клубная карьера
Начал заниматься хоккеем в школе электростальского «Кристалла», а в 2006 году перешёл в академию московского «Динамо». С сезона 2010/11 начал выступать в МХЛ за тверской «Шериф» и балашихинский ХК МВД. В дебютном сезоне МХЛ провёл 53 матча, в которых набрал 17 (4+13) очков. Всего выступал МХЛ до конца сезона 2013/14 и провёл 223 матча, в которых набрал 165 (59+106) очков, при показатели полезности +40. В 2014 году выигрывал Кубок вызова МХЛ в составе сборной запада.
С сезона 2012/13 начал привлекаться в клуб ВХЛ балашихинское «Динамо» и 23 февраля 2013 года дебютировал в ВХЛ в матче против «Ермака» (4:3 Б) провёдя на площадке 10 минут и 39 секунд. В дебютном сезоне провёл всего три матча, набрав одно (0+1) очко. Регулярно выступать в ВХЛ начал с сезона 2014/15. Всего за балашихинское «Динамо» за пять сезонов провёл 93 матча и набрал 65 (25+40) очков. В сезоне 2016/17 вместо с балашихинском клубом выиграл Кубок Братина.
12 ноября 2015 года дебютировал за московское «Динамо» в КХЛ в матче против московского «Спартака» (3:0) проведя на площадке 54 секунды. Всего в своём дебютном сезоне в КХЛ провёл 32 матча, в которых набрал 13 (6+7) очков. Выступал за «Динамо» в КХЛ два сезона, в которых провёл 43 матча и набрал 15 (6+9) очков. 4 июля 2017 года решением дисциплинарного комитета КХЛ Шипову был присвоен статус неограниченно свободного агента в связи с неисполнением клубом контрактных обязательств.
12 июля 2017 года подписал контракт с «Сибирью» на два года, однако ни разу не сыграл за клуб и 11 сентября 2017 года был обменян в «Югру» на Дениса Горбунова. 16 декабря 2017 года по соглашению сторон расторг контракт с клубом. В сезоне 2017/18 за «Югру» провёл 24 матча и набрал пять (1+4) очков. 18 декабря 2017 года перешёл в «Салават Юлаев», подписав двусторонний контракт на год. В системе уфимского клуба играл только за фарм-клуб «Торос» в ВХЛ, проведя 22 матча и набрав девять (3+6) очков.
7 июля 2018 года на правах свободного агента заключил контракт с петербургским «Динамо» на один сезон. В сезоне 2018/19 провёл 34 матча, в которых набрал семь (2+5) очков. 29 июня 2019 года вернулся в систему московского «Динамо», заключив двухстороннее соглашение на один год. В основном выступал в ВХЛ, проведя 57 матчей и набрав 42 (15+27) очка. В КХЛ провёл 28 матчей, набрав восемь (3+5) очков. В августа 2021 года расторг контракт с «Динамо».
14 августа 2021 года пополнил систему московского «Спартака», заключив двусторонний контракт сроком на один год. В сезоне 2021/22 провёл в КХЛ шесть матчей чемпионата и две игры в плей-офф Кубка Гагарина, а в составе фарм-клуба красно-белых, воскресенского «Химика» Шипов стал лучшим ассистентом, набрав 35 (7+28) очков в 55 матчах ВХЛ. 28 апреля 2022 года заключил новый двусторонний контракт на один год. В сезоне 2022/23 провёл в КХЛ 20 матчей, в которых набрал одно (0+1) очко, а в ВХЛ провёл 53 матча, в которых набрал 44 (5+39) очка, став вместе «Химиком» обладателем Кубка Петрова. По окончании сезона покинул систему «Спартака».
С сезона 2023/24 — игрок команды ВХЛ АКМ. В четвёртом матче 1/4 плей-офф против «СКА-Невы» забил единственную шайбу в пятом овертайме на отметке 158:11.

## Карьера в сборной
28 июля 2016 года был впервые вызван в олимпийскую сборную Россию для участия в Sochi Hockey Open. На турнире провёл три матча, набрав одно (0+1) очко.

## Достижения
- Обладатель Кубка вызова МХЛ: 2014
- Участник матча звёзд МХЛ: 2014
- Обладатель Кубка Петрова (2): 2016/17, 2022/23